# Lavanify
Lavanify és un género de mamífero gondwanaterio que vivió durante el Cretácico superior (posiblemente del Maastrichtiense, hace entre 70,6 y 65,5 millones de años) en Madagascar. Este animal fue descrito por primera vez a partir de dos dientes aislados, uno de los cuales está dañado. Los dientes se encontraron entre 1995 y 1996 y fueron descritos en un artículo publicado en 1997 en  Nature. Lavanify forma parte de la familia de Sudamericidae, en el orden del gondwanaterios, y sus parientes más cercanos Bharattherium de India y Sudamerica del continente suramericano. Los gondwanaterios se alimentaban probablemente de vegetales duros.
Lavanify tenía dientes curvos de corona alta. Uno de los dientes mide 11,2 mm, tiene un surco profundo en el centro de la corona y tiene un área en forma de V compuesta de dentina. El otro diente, el dañado, mide 9,9 mm y presenta al menos una cavidad profunda (infundibulum). Los caracteres compartidos por  Lavanify y Bharattherium incluyen la presencia de un infundibulum, un surco, grandes bandas continuas de la matriz entre los prismas del esmalte dental y perikymata, algunas protuberancias y surcos en la forma de onda situada en la superficie del esmalte

## Descubrimiento y contexto
Se descubrieron 2 dientes de Lavanify entre 1995 y 1996 durante unas  expediciones conjuntas de la Universidad Estatal de Nueva York, la Universidad de Stony Brook y la Universidad de Antananarivo a la Formación Maevarano, un yacimiento situado al noroeste de Madagascar perteneciente al  Cretácico superior (principalmente el Maastrichtiense, hace entre 70,6 y 65,5 millones de años). Los dos dientes fueron encontrados en diversas localizaciones de una unidad de la formación Maevarano, compuesta de arenisca y situada cerca del pequeño poblado de Berivotra. Los dientes se depositaron en las colecciones de la Universidad de Antananarivo (espécimen UA 8653) y del Museo Field de Historia Natural (espécimen FMNH PM 59520). David Krause y sus colaboradores describieron Lavanify y un Sudamericidae de India 
, al que no dieron nombre, en un artículo publicado en 1997 en Nature. El nombre genérico Lavanify significa «diente largo» en malgache, mientras que el nombre específico miolaka significa «curva» en la misma lengua. Las dos se refieren a la forma del diente.
Los gondwanaterios son un pequeño grupo de mamíferos de filiación incierta que vivieron desde el Cretácico hasta el Eoceno en los continentes surgidos de Gondwana. Cuando se descubrieron en la década de 1980, inicialmente se creyó que eran Xenarthra, es decir, miembros del mismo grupo que los perezosos, armadillos y cerdos hormigueros de la actualidad. Sin embargo, los estudios posteriores o bien han favorecido la teoría de una relación con los multituberculados (un grupo diverso de mamíferos fósiles) o bien han dejado la posición filogenética de los gondwanaterios como pregunta abierta. Los fergliotéridos fueron gondwanaterios de corona baja que vivieron entre el Campaniense y el Maastrichtiense en Argentina. El resto de gondwanaterios , incluyendo Lavanify están clasificados como Sudamericidae y se distinguen por sus dientes de corona alta (Hipsodoncia. Esta familia incluye Gondwanatherium (Campaniense-Maastrichtiense de Argentina), Sudamerica (Paleoceno de Argentina), Lavanify, al menos una  especie del Maastrichtiense de India, una especie aún sin nombrar del Eoceno de la Antártida y un posible gondwanaterio aún por nombrar TNM 02067 (Cretácico de Tanzania). Krause y sus colaboradores sugirieron que el pariente más próximo era de Lavanify era el  Sudamericidae indio, que en esa época aún no tenía nombre . En 2007, este animal fue descrito de forma independiente por dos equipos diferentes encabezados por  G.P. Wilson y G.V.R. Prasad, que le dieron los nombres de Dakshina y Bharattherium, respectivamente. Como este último nombre fue el primero en publicarse, se considera el nombre correcto del género. Los dos equipos estaban de acuerdo sobre la relación entre Lavanify y el animal indio. Los gondwanaterios han sido interpretados  o bien como animales que se alimentaban de raíces, cortezas y vegetación abrasiva, o bien como los primeros mamíferos comedores de hierba.
Se han encontrado otros mamíferos del Cretácico superior de Madagascar, la mayoría asociados a dientes aislados. Hay un posible segundo gondwanaterio representado por un diente más grande y una corona más baja que las de Lavanify, mientras que otro diente de corona aún más baja también podría pertenecer a un gondwanaterio. Hay un diente molar inferior denominado UA 8699 que podría ser de un metaterio o de un euterio, además de  un fragmento de molar asignable a los multituberculados. Finalmente hay un mamífero que todavía está sin describir y que se conocer a partir de un esqueleto bastante completo. La fauna también incluye crocodiliformes, dinosaurios y otros tipos de animales.

## Descripción
Lavanify se conoce a partir de un diente molar completo (UA 8653) y uno dañado (FMNH PM 59520). Krause y sus colaboradores no fueron capaces de determinar si las dientes pertenecían al maxilar inferior o  superior ni si eran molares o premolares molariformes, pero sugirieron que representaban posiciones dentales diferentes. Sin embargo, en 2007, Wilson y sus colaboradores identificaron UA 8653 provisionalmente como molariforme inferior izquierdo (mf4); como no se puede distinguir con certeza los molares y premolares de los gondwanaterios, se prefiere el uso del término molariforme. La superficie del esmalte presenta pericimas (crestas y surcos en un patrón transversal similar a una onda).
El holotipo UA 8653 es hipsodonto y curvo. Mide 11,2 mm de altura, el 85% de los cuales son de la corona, que mide 3,4x3,2 mm. La superficie masticadora está desgastada y contiene una isla en forma de V que está compuesta de dentina y está envuelta en esmalte. El esmalte está ausente en una banda de la corona. Entre los dos brazos de la V, en el lado interior del diente, Hay un surco, relleno con cemento que se extiende a través del diente. La presencia de este surco tan largo los distingue de los del Sudamericidae del Cretácico superior de Sudamérica Gondwanatherium. El esmalte está formado por pequeños y redondos prismas separados por amplias bandas continuas de matriz interprismática (MIP, el material entre los prismas del esmalte).
FMNH PM 59520 mide 9.8 mm de altura. Se parece a UA 8653 en muchos aspectos, pero es menos curvo y la superficie masticadora  contiene un infundibulum grande (una cavidad en forma de embudo) relleno de cemento y rodeado de esmalte que penetra en profundidad el diente. También cuenta con un segundo infundibulum o una ranura llena de cemento. El menor grado de curvatura y las diferencias en la morfología de la masticación sugieren que los dos dientes  representan posiciones dentales diferentes. Krause y sus colaboradores tuvieron este diente provisionalmente en el género Lavanify, teniendo en cuenta las considerables variaciones que caracterizan la gondwanaterios entre los dientes de la misma especie y la falta de pruebas en contra.